# Theléma

Unikursální hexagram Aleistera Crowleye

Theléma je esoterické a magické náboženství nebo duchovní filosofie, jež se odvozuje ze zjevení Aleistera Crowleyho. Je založená na přikázání „Dělej, co ty chceš, ať je celý zákon“, jak je uvedeno ve 40. verši první kapitoly Knihy Zákona neboli Liber AL vel Legis, ústředního spisu thelémy.
Slovo Theléma je anglickým přepisem řeckého substantiva θέλημα („vůle“) od slovesa θέλω („chtít“). Ale „dělat, co já chci“ znamená naslouchat Pravé vůli a jednat s ní v souladu. „Láska je zákon, láska pod vůlí.“ (AL I:57)
Aleister Crowley vytvořil systém thelémy v důsledku zvláštní série událostí v roce 1904. Tvrdil, že se dostal k hlavnímu krédu své nauky prostřednictvím nehmotné entity zvané Aiwass, která mu nadiktovala Knihu Zákona, ačkoli potvrdil, že jeho systém inspirovali i dřívější autoři. Např. s podobnou tezí, na které je theléma založena, si pohrával už v 16. století spisovatel François Rabelais.
Crowleyho systém obsahuje myšlenky z okultismu, jógy, východní a západní mystiky, zvláště kabaly. Kniha Zákona tvoří část oficiálního studijního programu skupiny Astrum Argentum A∴A∴ neboli Stříbrná hvězda, kterou Crowley v roce 1907 založil. Dalším významným thelémským řádem je Ordo Templi Orientis (O.T.O.). Crowley se odkazoval na slovo „Theléma“ jako na Slovo Zákona. Věřil, že představuje duchovní základ pro Nový aeon lidstva.
Navzdory častému předpokladu, že fráze „Dělej, co ty chceš“ je pouze nabádání k požitkářství nebo nemravnosti, Theléma, jak byla formulována Crowleym, je cesta duchovního rozvoje, založená na hledání a uvádění do praxe Pravé vůle, tj. transcendentní Vůle duše, spíše než tužby ega.
Lidé interpretovali a použili Crowleyho práci velmi odlišnými způsoby, což někdy vedlo k příkrým rozporům v učení.

### Ordo Templi Orientis na Slovensku
- tábor Ra-Hoor-Khu.